# Michele Virano
Michele Nino Virano (Asti, 16 dicembre 1923 – Asti, 30 ottobre 2019) è stato un compositore e polistrumentista italiano, entrato nella storia della musica leggera italiana come coautore di canzoni notissime quali La coppia più bella del mondo per Adriano Celentano e Claudia Mori e Tripoli 1969 per Patty Pravo.
Lavorò spesso con Paolo Conte.

## Biografia
Nacque in una famiglia di musicisti, ed imparò a suonare la fisarmonica, l'organo e il contrabbasso a soli sette anni. Dopo aver conseguito il diploma magistrale, iniziò l'attività di insegnante elementare.
Nel 1946 si iscrisse alla SIAE (che nel 1986, in occasione dei quarant'anni di iscrizione, lo premierà con una medaglia).
Negli anni cinquanta suonò in alcuni complessi jazz della sua città, come i Cinque Conigli, il Sestetto Show e I Canonici, con Piero Fassio, Marcello Arri, Tonio Marozzi, Carlo Manina ed Enzo Carbone.
Negli anni sessanta iniziò la collaborazione con il concittadino Paolo Conte, con cui scriverà le musiche di alcuni evergreen della musica leggera italiana, come Insieme a te non ci sto più, La coppia più bella del mondo, Tripoli '69.
Partecipò al Festival di Sanremo 1969 come autore di Le belle donne, interpretata da Robertino e Rocky Roberts.
A partire dagli anni ottanta si dedicò alla scrittura di racconti sulla vita di Asti e a studi sulla lingua piemontese.
Risultano depositate a suo nome alla SIAE novantuno canzoni.

## Curiosità
- Il 5 giugno 1943 venne fermato per aver suonato la fisarmonica durante una festa non autorizzata, subendo quindi la condanna per il reato commesso. [5][6]

## Le principali canzoni scritte da Michele Virano
| Anno | Titolo                                                | Autori del testo                  | Autori della musica            | Interpreti                                                                     |
| ---- | ----------------------------------------------------- | --------------------------------- | ------------------------------ | ------------------------------------------------------------------------------ |
| 1967 | La coppia più bella del mondo                         | Miki Del Prete e Luciano Beretta  | Michele Virano e Paolo Conte   | Adriano Celentano e Claudia Mori                                               |
| 1968 | Insieme a te non ci sto più                           | Vito Pallavicini                  | Michele Virano e Paolo Conte   | Caterina Caselli                                                               |
| 1968 | Il dolce volo                                         | Vito Pallavicini                  | Michele Virano e Paolo Conte   | Caterina Caselli                                                               |
| 1969 | Le belle donne                                        | Vito Pallavicini                  | Michele Virano e Giorgio Conte | Robertino e Rocky Roberts                                                      |
| 1969 | Tripoli 1969                                          | Miki Del Prete e Vito Pallavicini | Michele Virano e Paolo Conte   | Patty Pravo                                                                    |
| 1969 | Non sono Maddalena                                    | Vito Pallavicini                  | Michele Virano e Giorgio Conte | Rosanna Fratello                                                               |
| 1970 | Il sapone, la pistola, la chitarra e altre meraviglie | Vito Pallavicini                  | Michele Virano e Paolo Conte   | Equipe 84                                                                      |
| 1970 | Messico e nuvole                                      | Vito Pallavicini                  | Michele Virano e Paolo Conte   | Enzo Jannacci, Paolo Conte, Fiorella Mannoia, Giuliano Palma & the Bluebeaters |